# Neue Philharmonie Frankfurt

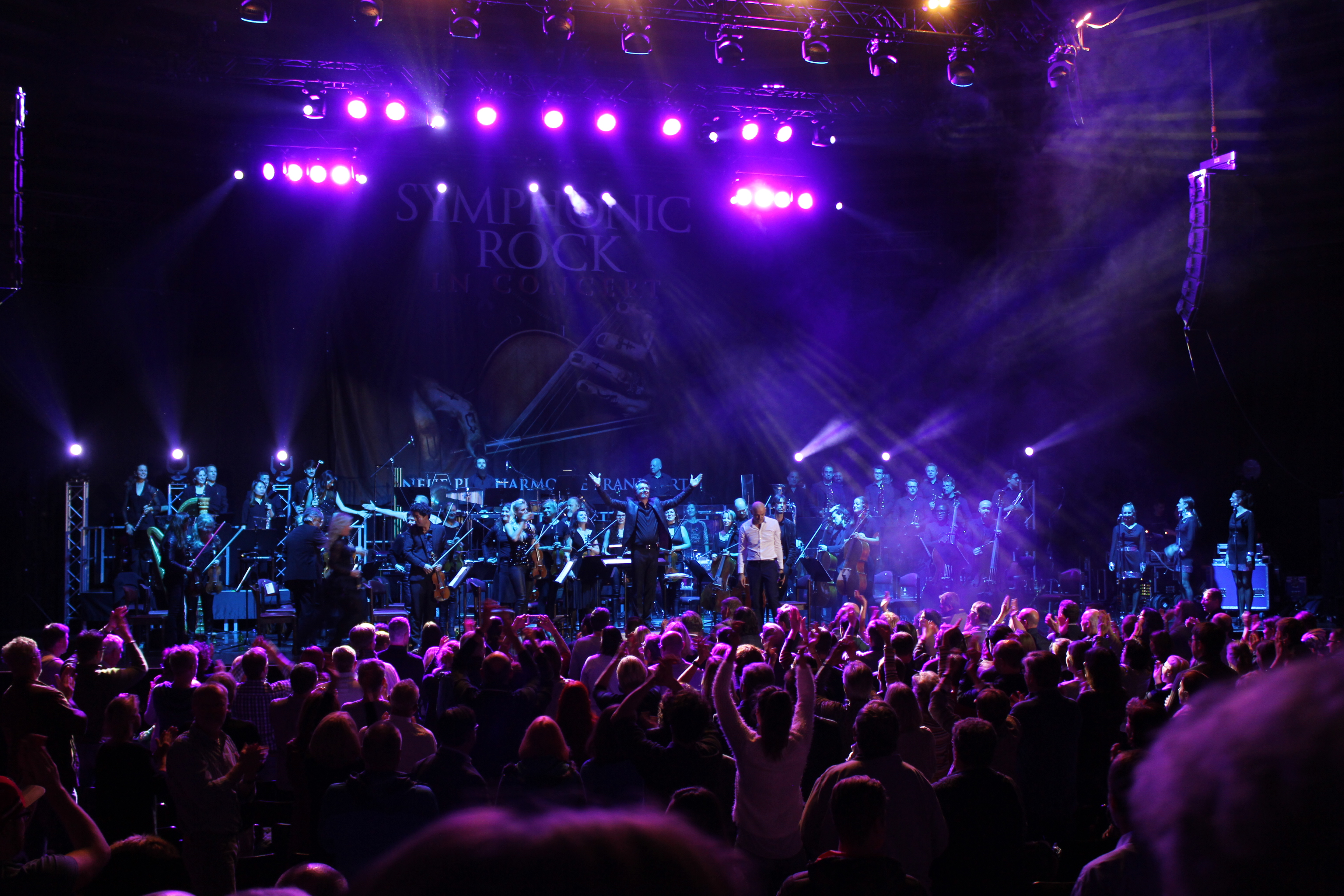
Konzert der Neuen Philharmonie Frankfurt

Die Neue Philharmonie Frankfurt ist ein Sinfonie- und Crossover-Orchester mit Sitz in Hanau.
Das Orchester besteht aus etwa 50 Musikern unter ihrem Konzertmeister Ralf Hübner und wurde 1999 in Hanau gegründet. Das Orchester war von 2005 im Kultur- und Veranstaltungszentrum Capitol in Offenbach am Main zuhause, und hat seit Dezember 2019 im Philharmonieladen Am Frankfurter Tor in Hanau seinen neuen Geschäftssitz.

## Geschichte
Die Neue Philharmonie Frankfurt wurde 1999 als Orchester fürs neue Jahrhundert gegründet. Die ersten Projekte wiesen den Weg der stilistischen Aufstellung des Orchesters: Die Begleitung der Sopranistin Sarah Brightman bei ihren Europatourneen und Gala-Auftritte mit dem New Yorker Met-Bariton Bruno Caproni. Im Gala-Bereich wurde die Neue Philharmonie Frankfurt beispielsweise von der Eröffnung 1999 ab für zwei Jahre zu regelmäßigen Galakonzerten von der Autostadt Wolfsburg engagiert.
Seit 2004 führt das Orchester eine eigene abendfüllende Klassik-Crossover-Produktion im Rahmen des Lichterfestes im Büsing-Park von Offenbach vor. Ebenfalls jährlich spielt die Philharmonie im Schlosspark Hanau-Wilhelmsbad bei der Wilhelmsbader Sommernacht. Beide Veranstaltungen sind die größten Klassik-Open-Airs der Rhein-Main-Region.
2005 wurde die Neue Philharmonie sesshaft. Die Stadt Offenbach am Main lud das Orchester ein, seinen Sitz im Capitol Theater (Offenbach) zu nehmen. Im Folgejahr startete hier unter der Bezeichnung Capitol Classic Lounge die erste eigene Sinfoniekonzertreihe der Neuen Philharmonie Frankfurt. Auch Stummfilm mit Live-Orchesterbegleitung war mit dabei, unter anderem in einem fast abgeschlossenen Zyklus der größten Meisterwerke Charlie Chaplins. 2009 kam eine zweite Konzertreihe dazu, die klassischer angelegte Congress Park Sinfonie in Hanau.
Die Rechtsform des Orchesters war bis 2018 eine GmbH mit zwei Partnern: Dirk Eisermann (Booking, Management) und Ralph Philipp Ziegler (künstlerischer Leiter). Zum 1. Januar 2018 trennten sich beide einvernehmlich. Dirk Eisermann blieb Geschäftsführer der Neuen Philharmonie Frankfurt, die künstlerische Leitung und das Chefdirigat übernahm der frühere Gastdirigent Jens Troester.
Seit der Spielzeit 2019 führt Ralph Philipp Ziegler die Capitol Classic Lounge mit dem neu gegründeten Orchester "Capitol Symphonie Orchester".

## Chefdirigent und künstlerischer Leiter
Der Hanauer Dirigent Jens Troester arbeitet seit 2004 regelmäßig mit dem Orchester zusammen und übernahm 2018 die künstlerische Leitung und das Chefdirigat der Neuen Philharmonie Frankfurt.

## Vokal-Solisten
- Katrin Glenz
- Lorena Huber
- Achim Dürr
- Karsten Stiers
- Simone Stiers

## Produktionen
Die Neue Philharmonie Frankfurt hat an vielen Tourneen sowie Konzert- und Medienproduktionen mitgearbeitet, so zum Beispiel:
Orange Blue, Deine Lakaien, DJ BoBo, Sarah Brightman, Chris de Burgh, Hartmut Engler, Giora Feidman, Bobby McFerrin, Robin Gibb, Roger Hodgson, Bobby Kimball, Klaus Lage, Udo Lindenberg, Nena, Inga Rumpf, Sabrina Setlur, Joachim Witt, David Garrett, José Carreras, Paul Potts, Kettcar, Böhse Onkelz, Nils Landgren, Gregory Porter, Dionne Warwick, John Cale, Marc Almond, Melanie C, Deep Purple, Robbie Williams 